# Серапион (Курцев)
Архиепископ Серапион (Курцев или Курцов; ум. 29 октября 1552) — епископ Русской православной церкви, архиепископ Новгородский и Псковский.

## Биография
С 1533 года — келарь Троице-Сергиева монастыря.
В начале 1549 года возведён в сан игумена.
В августе он вызван был для крещения дочери Иоанна IV Васильевича Грозного Анны, совершённое в Новодевичьем монастыре.
В 1551 году присутствовал на Стоглавом Соборе.
14 июня 1551 года хиротонисан во епископа Новгородского и Псковского с возведением в сан архиепископа.
Скончался 29 октября 1552 года в городе Новгороде от сильного мора. Похоронен в Софийском соборе Великого Новгорода.